# Woodville (Missisipi)
Woodville – miasto w Stanach Zjednoczonych, w stanie Missisipi, siedziba administracyjna hrabstwa Wilkinson.